# CR-Baureihe DJJ2
Der DJJ2 China Star (chinesisch 中華之星 / 中华之星, Pinyin Zhōnghuá zhī Xīng – „China-Stern“) ist ein in China entwickelter Hochgeschwindigkeitszug, von dem nur ein Prototyp hergestellt wurde. Er gilt als erster Zug für den Hochgeschwindigkeitsverkehr in China, der ohne Mithilfe ausländischer Firmen entwickelt wurde. 
Der DJJ2 wurde von einem Konsortium unter Federführung von Zhuzhou Electric Locomotive Works entwickelt und gebaut. Er ist eine Weiterentwicklung der für die Guangshen Railway gebauten Züge der Baureihe DJJ1 Blauer Pfeil, welche mit Hilfe von Adtranz gebaut wurden. Diese Züge führten nur die 1. Klasse und bestanden aus einem Triebkopf, sechs Mittelwagen und einem Steuerwagen. Gegenüber dem DD1 wurde beim DD2 sowohl die Anzahl Wagen wie auch die Antriebsleistung pro Wagen erhöht. Weiter wurde die 2. Klasse eingeführt.
Der China Star besteht aus zwei Triebköpfen, einem Speisewagen, zwei Mittelwagen 1. Klasse und sechs Mittelwagen 2. Klasse. Ein Triebkopf ist 21,7 Meter lang, ein Mittelwagen 25,5 Meter, der gesamte Zug 272,9 Meter. Die beiden Triebköpfe sind mit einer Dachleitung verbunden. Jeder Triebkopf wird von vier Asynchronmotoren mit je 1200 kW Leistung angetrieben, die von zwei wassergekühlten GTO-Stromrichter mit Energie versorgt werden.
Der DD2 wurde im September 2002 fertiggestellt und war für eine Höchstgeschwindigkeit von 270 km/h vorgesehen. Während einer Testfahrt am 27. November 2002 auf dem Qinshen Passenger Railway, zwischen Qinhuangdao und Shenyang, erreichte der China Star 321,5 km/h, was einen Rekord für den chinesischen Schienenverkehr bedeutete. Zwischen Januar 2003 und Dezember 2004 absolvierte der Zug ohne Reisende über 500.000 Testkilometer auf der erst gerade eröffneten Schnellfahrstrecke Qinhuangdao–Shenyang. 
Offiziell wurden zwar keine Gründe genannt, weshalb der Triebzug nicht in Serie ging, aber vermutlich wurde auf Grund der mangelnden Zuverlässigkeit der Technik auf den Weiterbau verzichtet. Beispielsweise musste der Zug einen Tag nach der Rekordfahrt wieder ins Depot zurückkehren, weil ein aus Frankreich importiertes Lager Übertemperaturalarm ausgelöst hatte. Die vorgesehene Demonstrationsfahrt mit dem damaligen Eisenbahnminister Fu Zhihuan konnte deshalb nicht stattfinden.
Der DDJ2 wurde trotzdem ab August 2005 im Fahrgastbetrieb eingesetzt, wobei die Höchstgeschwindigkeit auf 160 km/h begrenzt wurde. Der Zug war in Shenyang beheimatet und verkehrte zwischen Shenyang und Shanhaiguan. Bereits im August 2006 wurde der Zug wieder außer Betrieb genommen und bis Ende 2009 in Shenyang abgestellt. Anfang 2010 wurde er nach Tonghua überführt. Derzeit steht zumindest ein Teil des Zuges im Pekinger Eisenbahnmuseum in der Nähe des CARS-Testrings im Nordosten der Stadt.